# Prospalta cupricolora
Prospalta cupricolora là một loài bướm đêm trong họ Noctuidae.